# Bernardus Tellegen
Bernardus Dominicus Hubertus Tellegen (Groningen, 26 augustus 1823 – aldaar, 10 februari 1885) was een Nederlandse jurist.

## Biografie

Titelpagina van Tellegens proefschrift

Tellegen, telg uit het geslacht Tellegen, studeerde rechten en promoveerde te Groningen in 1847 op Disputatio juris gentium inauguralis, de jure in mare, inprimis proximum. Zijn inaugurele rede hield hij op 20 december 1860. Hij was een leerling van Cornelis Star Numan. 
Van 1860 tot zijn dood was Tellegen hoogleraar staatsrecht en volkenrecht aan de Rijksuniversiteit Groningen;  Een promotie naar de Rijksuniversiteit Leiden weigerde hij, omdat hij niet uit Groningen weg wilde. 
Tellegen was een voorstander van vrouwenemancipatie en speelde een belangrijke rol als een van de ideologen van het Nederlandse liberalisme. Als een van de weinige Groningers was hij lid van de Nederlandsche Maatschappij ter Bevordering van de Afschaffing der Slavernij. Hij was tevens lid van Provinciale Staten van de Ommelanden (Groningen).

## Nageslacht
Tellegen trouwde in 1855 met Johanna Sepina Boldewina Adriana barones van Ittersum (1831-1910), lid van de familie Van Ittersum. Zij waren de ouders van onder anderen ir. Jan Willem Cornelis Tellegen (1859-1921), burgemeester van Amsterdam, en daarmee grootouders van onder anderen Marie Anne Tellegen (1893-1976), directeur van het Kabinet der Koningin. Zij waren ook de grootouders van burgemeester mr. P.H.W.F. Tellegen.